# 阿里·哈恩
（荷蘭語發音：[ˌaːrɛnt / ˈaːri) ˈɦaːn]；1948年11月16日—）出生于荷兰芬斯特沃尔德（Finsterwolde），是一名退役足球运动员，退役后担任足球教练。

## 球員生涯
阿里·汉是1970年代两届世界杯亚军的荷兰队成员之一，共上阵35场及射入6球。在俱乐部层面上更为成功，出身，是三夺欧冠杯的功臣之一，其它效力的球队包括、标准列日及等大球会。
阿里·汉最著名的入球是1978年阿根廷世界杯在次轮分组赛最后一场对意大利，下半场75分钟海恩一记40米长距离远射击破意大利大门，以2-1获胜，小组力压意大利及西德两支强队晋级决赛对主办国阿根廷。
1984年，阿里·汉赴香港效力精工，為球隊取得聯賽及盃賽三料冠軍，被譽為香港聯賽歷來最佳外援之一，他於1985年宣佈退休。

## 教练生涯
阿里·汉退役后曾到过不同的地方如比利时、德国、希腊及出生地荷兰担任球队教练，亦曾短暂逗留过奥地利及伊朗任教。于2002年执教中国国家足球队两年，率队在2004年中国本土举办的亚洲杯上获得亚军，其执教中国队的国际A级比赛成绩为30战17胜7平6负。2006年出任喀麦隆国家足球队主教练，但2007年2月即因为和喀麦隆足协负责人的矛盾而辞职，至2008年，才转任阿尔巴尼亚足球队教练一职，因战绩不佳于2009年4月被解雇。
2009年5月已经与重庆力帆草签工作合同，重返中国，6月正式执教重庆力帆。2009年11月30日，他和泰达俱乐部达成协议，成为天津泰达队的主帅。
2010年阿里·汉带领天津泰达在中超联赛获得亚军，2011年天津泰达获得中国足协杯冠军，这是继1980年天津队夺得全国联赛冠军的31年后，天津再添一座冠军奖杯。并成为唯一一支晋级亚冠联赛淘汰赛的中国球队。2011年赛季结束后，阿里·汉不与天津泰达续约。
2011年12月，中甲球队沈阳沈北宣布阿里·汉担任球队主教练兼青训总监，合同为期三年。2012年5月1日，在联赛前7轮仅收获3平4负的沈阳沈北队宣布正式接受阿里·汉的辞职，阿里·汉是次执教仅维持4个月。
2014年1月12日，天津泰达宣布阿里·汉再次担任球队主教练。
2015年12月，泰达正式与德拉甘的教练团队签约，阿里·汉离开。阿里·汉表示，身体原因是自己决定退休的主要原因：“最近我的医生建议我戒烟，他对我说，停止工作对于我的心脏更好一些。”天津泰达也成为了他教练生涯里的最后一个俱乐部。

## 荣誉
- 安德莱赫特足球俱乐部

1985-1986赛季比利时甲级联赛冠军
- 标准列日

1992-1993赛季比利时杯赛冠军
- 天津泰达

2011赛季中国足协杯冠军

## 外部連結
- 簡歷
- 荷兰重炮：阿里·汉 （页面存档备份，存于）

| 體育角色            | 體育角色                                            | 體育角色      |
| ------------------- | --------------------------------------------------- | ------------- |
| 前任： 米卢蒂诺维奇 | 中国国家足球队主教练 2002年12月21日至2004年11月17日 | 繼任： 朱广沪 |